# پروژستین
پروژستین (انگلیسی: Progestin) یک نوع پروژسترون ساختنی است که خواصی مشابه پروژسترون دارد. پروژسترون برای مواردی مانند جلوگیری از حاملگی، پیش‌گیری از هایپرپلازی آندومتر و هورمون تراپی جایگزین بکار می‌رود. این دارو در آمنوره ثانویه و اختلالات خونریزی غیرطبیعی رحمی نیز بکار می‌رود.